# Grube Glücksstern
Die Grube Glücksstern war ein Eisenerzbergwerk bei Waldgirmes (Gemeinde Lahnau) im Lahn-Dill-Kreis. Die Grube lag zwischen Waldgirmes und Bieber in einem Waldgebiet nordwestlich der Landstraße L3286.

## Geschichte
Das Grubenfeld wurde am 2. Oktober 1848 an Christian Hainbach, Philipp und Jakob Gath aus Altenkirchen bei Weilburg auf Eisenstein verliehen. Es folgten mehrere Eigentümerwechsel. Im Februar 1849 ist der Hüttenbesitzer Klein aus Buchenau als Eigentümer überliefert, am 23. Oktober 1860 Friedrich und Carl Kinzenbach aus Wetzlar, 1861 L.F. Buderus zur Auenschmiede, 1867 der Hörder Verein und ab 13. November 1915 der Bergassessor Petri aus Gießen.
In dem 54.220 Quadratklafter (ca. 175.000 m²) großen Grubenfeld befand sich ein Lager aus Roteisensteingeröllen, Brauneisen- und Manganerzen.
1867 erfolgte ein geringer Abbau im Tagebaubetrieb dem im Jahre 1872 ein Schachtbetrieb mit drei Versuchsschächten von 10 Meter Tiefe folgte. Bis 1900 wurde nur sporadisch Erz gefördert und zwischen 1911 und 1915 kam es zu einem zeitweisen Betrieb. Trotz Einsatz einer Dampfmaschine verhinderten größere Kluftwasserzuflüsse einen weiteren Ausbau der Grube.